# 定輪寺
定輪寺（じょうりんじ）は、静岡県裾野市にある曹洞宗の寺院。

## 歴史
延暦年間（782年 - 806年）、弘法大師空海によって開山された。後に貞純親王により「桃園山定輪寺」に改称された。その後、真言宗から曹洞宗に転宗した。
当寺は連歌の大家である宗祇の墓所があることで知られている。宗祇は越後国（現・新潟県）で病を得、門人に付き添われて駿河国（現・静岡県）に向かう途上、箱根湯本で没した。遺言により、何回か訪れたことがあった当寺に葬られることになった。以降、連歌師の聖地となり、節目の年に宗祇の年忌法要が営まれている。

## 文化財
- 宗祇の墓所（裾野市指定史跡 昭和51年3月24日指定）[3]

## 交通アクセス
- 裾野駅より徒歩15分。